# Jasin Challah
Jasin Challah (* 4. April 1974 in Helmstedt) ist ein deutscher Filmschauspieler.

## Biografie
Challah ist Sohn einer griechischen Mutter und eines syrischen Vaters. Er lebt in Köln. Seit 2003 tritt er in Film und Fernsehen auf. Von 2007 bis 2011 absolvierte er ein Film&Fernseh-Studium an der Kunsthochschule für Medien Köln. Von 2014 bis 2017 wirkte er bei Neo Magazin Royale als „Captain Obvious“ mit. Ab 2019 spielte er „Jannos“ in der Comedy-Serie Andere Eltern, ab 2020 spielte er „Dr. Kyrgios“ in Schwester, Schwester. Ab 2022 spielte er auch in Kinofilmen mit, u. a. 'Was man von hier aus sehen kann' und 'Alles Fifty Fifty' mit Moritz Bleibtreu und Laura Tonke. Seit 2024 fungiert er als Showrunner und Headautor u. a. in der Serie 'Rembetis die Geisterjäger', in der er auch die Hauptrolle spielt und die Filmmusik komponierte. Er ist der Geschäftsführer der Storytelling Agentur und Filmproduktionsfirma Yamopictures GmbH.

## Filmografie (Auswahl)
- 2003: Das Arbeitstier (Fernsehsendung, 9 Folgen)
- 2004: Hai-Alarm auf Mallorca
- 2005: Alarm für Cobra 11 (Fernsehserie, eine Folge)
- 2007: Angie (Fernsehserie, eine Folge)
- 2008–2024: SOKO Köln (Fernsehserie, 4 Folgen)
- 2012: Puppe, Icke und der Dicke
- 2012: Großstadtrevier (Fernsehserie, eine Folge)
- 2013–2014: Endlich Deutsch! (Fernsehserie, 4 Folgen)
- 2013: Die Einsamkeit des Killers vor dem Schuss
- 2014: Rentnercops (Fernsehserie, eine Folge)
- 2014: Mord mit Aussicht (Folge 38, Tod eines Roadies)
- 2014–2017: Neo Magazin Royale (Fernsehsendung, 13 Folgen)
- 2017: Polizeiruf 110: Nachtdienst
- 2018: Bier Royal (Zweiteiler)
- 2019–2020: Andere Eltern (Fernsehserie, 15 Folgen)
- 2020: Der Lehrer (Fernsehserie, eine Folge)
- 2020–2021: Schwester, Schwester – Hier liegen Sie richtig! (Fernsehserie, 13 Folgen)
- 2021: Mord in der Familie – Der Zauberwürfel (Zweiteiler)
- 2022: Ein Wahnsinnstag
- 2022: Was man von hier aus sehen kann
- 2024: Endlich Witwer – Griechische Odyssee
- 2024: Alles Fifty Fifty
- 2025: Andere Eltern 1. Klasse (Fernsehfilm ZDF)
- 2025: Rembetis die Geisterjäger (Fernsehserie ZDF Neo, 8 Folgen)